# Gränsen mellan Kanada och USA

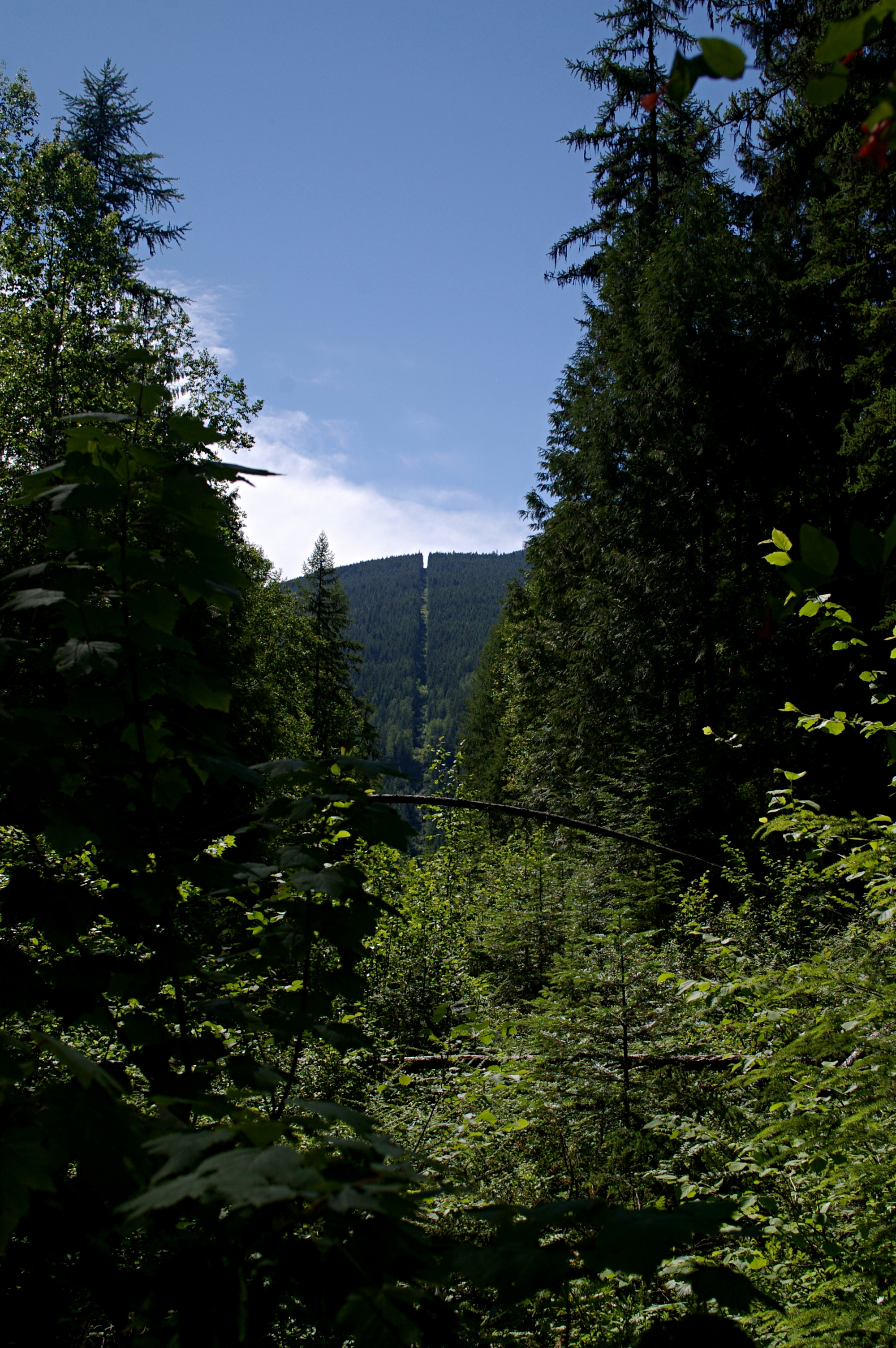
Den sex meter breda gränsröjningen längs med 49:e breddgraden (här mellan Washington och British Columbia.

Gränsen mellan Kanada och USA (engelska: Canada–United States border, franska: Frontière entre le Canada et les États-Unis) är världens längsta landgräns mellan två stater. Gränsen löper från Atlanten i öst till Stilla havet i väst, och Norra ishavet i norr. Den är 8 891 kilometer lång (inklusive Alaskas gräns och gräns i sjöar). 3 500 kilometer av gränsen följer exakt 49:e breddgraden. Cirka 1 000 km av Alaskas gräns följer exakt 141:a längdgraden.

## Gränsövergångar
Alla gränspassager måste ske genom en gränskontroll, även om det inte är stängsel längs med gränsen. Vid obevakade gränsövergångar finns skyltning som informerar om att man måste uppsöka närmaste gränsstation för kontroll.
Gränsen mellan Kanada och USA passeras mer eller mindre ofta, beroende på plats. Längs med den 49:e breddgraden finns stora områden helt utan befolkning och vägnät som passerar gränsen. Gränsen mellan Kanada och USA:s delstat Alaska är till stora delar väglöst land i bergstrakter. Mellan Detroit (Michigan i USA) och Windsor (Ontario i Kanada) löper vattenvägen som dränerar de Stora sjöarna, och dess Detroit-Windsor-vägtunnel passeras dagligen av 13 000 motorfordon. Mycket trafik passerar också gränsen vid Stilla havet, där stadsregionerna kring Vancouver och Seattle ligger nära varandra.

## Historik
Den första delen av gränsen fastslogs i Parisavtalet 1783, där man beslutade att väster om korsningen mellan Saint Lawrencefloden och 45:e breddgraden skulle gränsen gå i floden, och öster därom längs 45:e breddgraden. I Anglo-Amerikanska fördraget från 1818 fastslogs att gränsen väster om de stora sjöarna skulle följa 49:e breddgraden. Webster–Ashburtonfördraget innebar en ändring gjordes år 1842 längst i öster vid delstaten Maine där gränsen flyttades ett stycke norrut.
Den gemensamma amerikansk-kanadensiska gränskommission (engelska: International Border Commission; franska: Commission de la frontière internationale) har sedan 1908 röjt tre meter på var sin sida om gränsen (10 fot på USA-sidan, 3 meter på den kanadensiska), så att gränslinjen tydliggörs.

## Bildgalleri

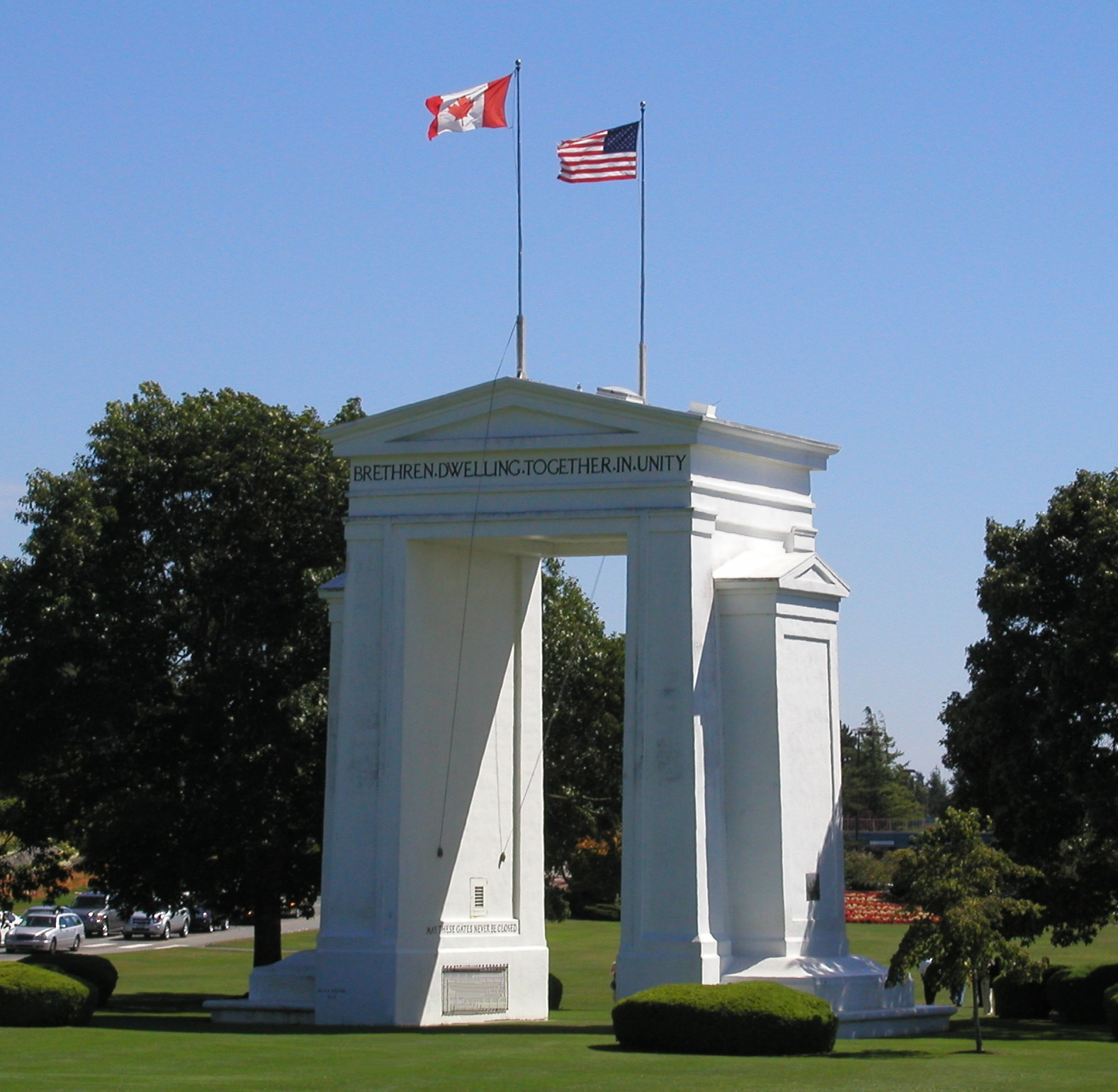
Peace Arch, där 49:e breddgraden möter Stilla havet.
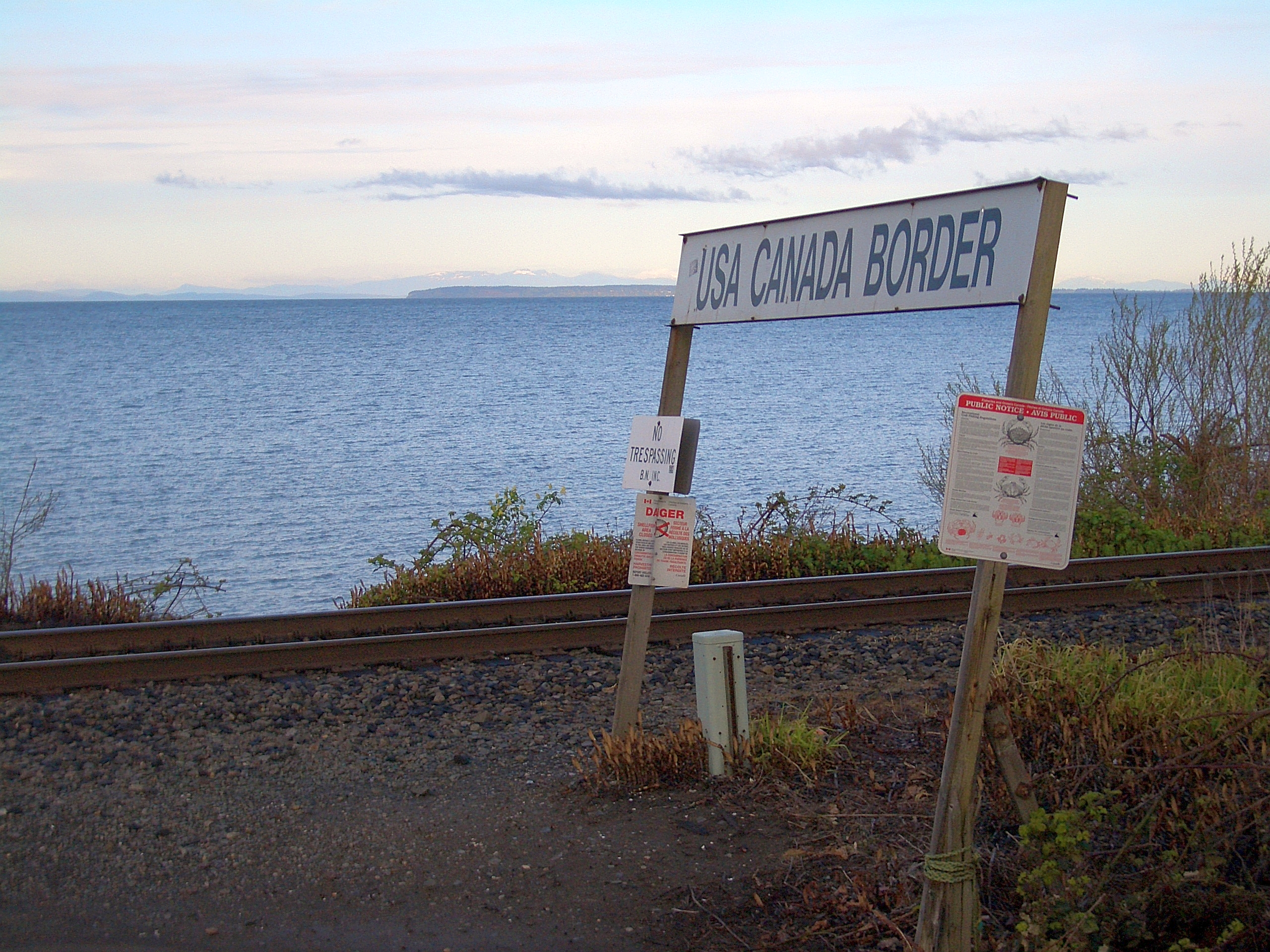
Platsen där landgränsen möter havet, nära Peace Arch.
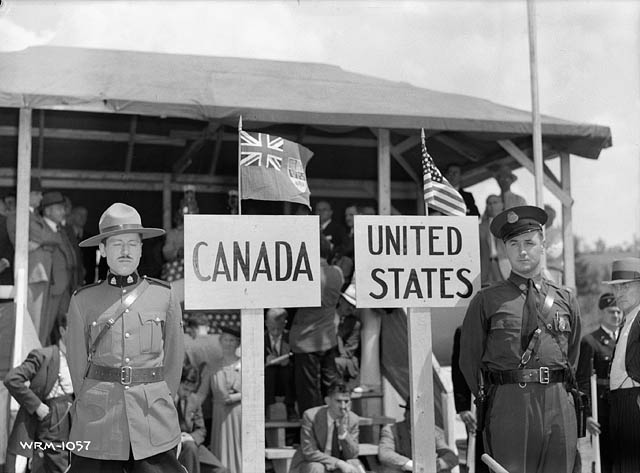
Kanadas ridande polis bevakar gränsen.
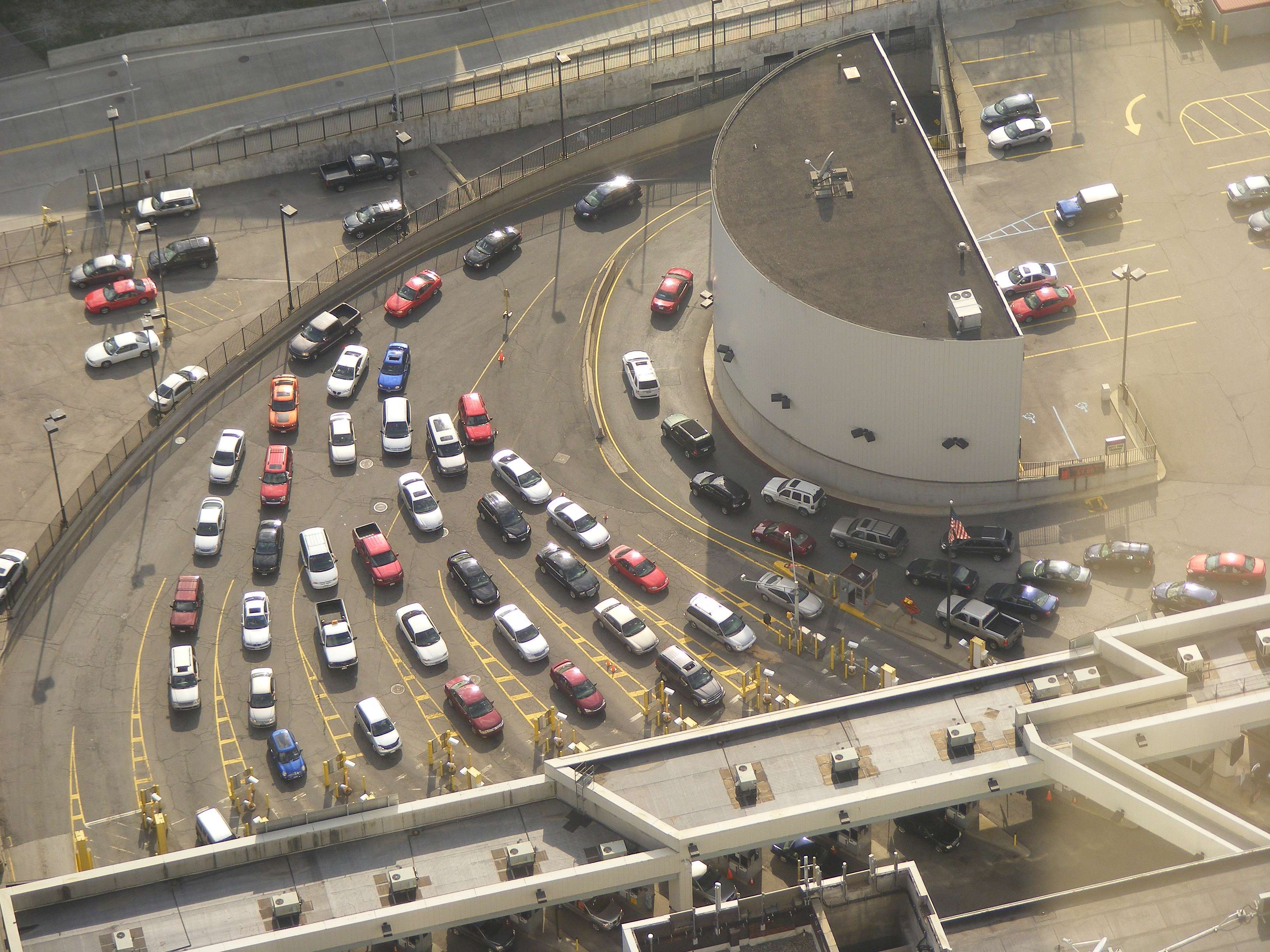
13 000 motorfordon passerar dagligen genom tunneln mellan Detroit och Windsor.
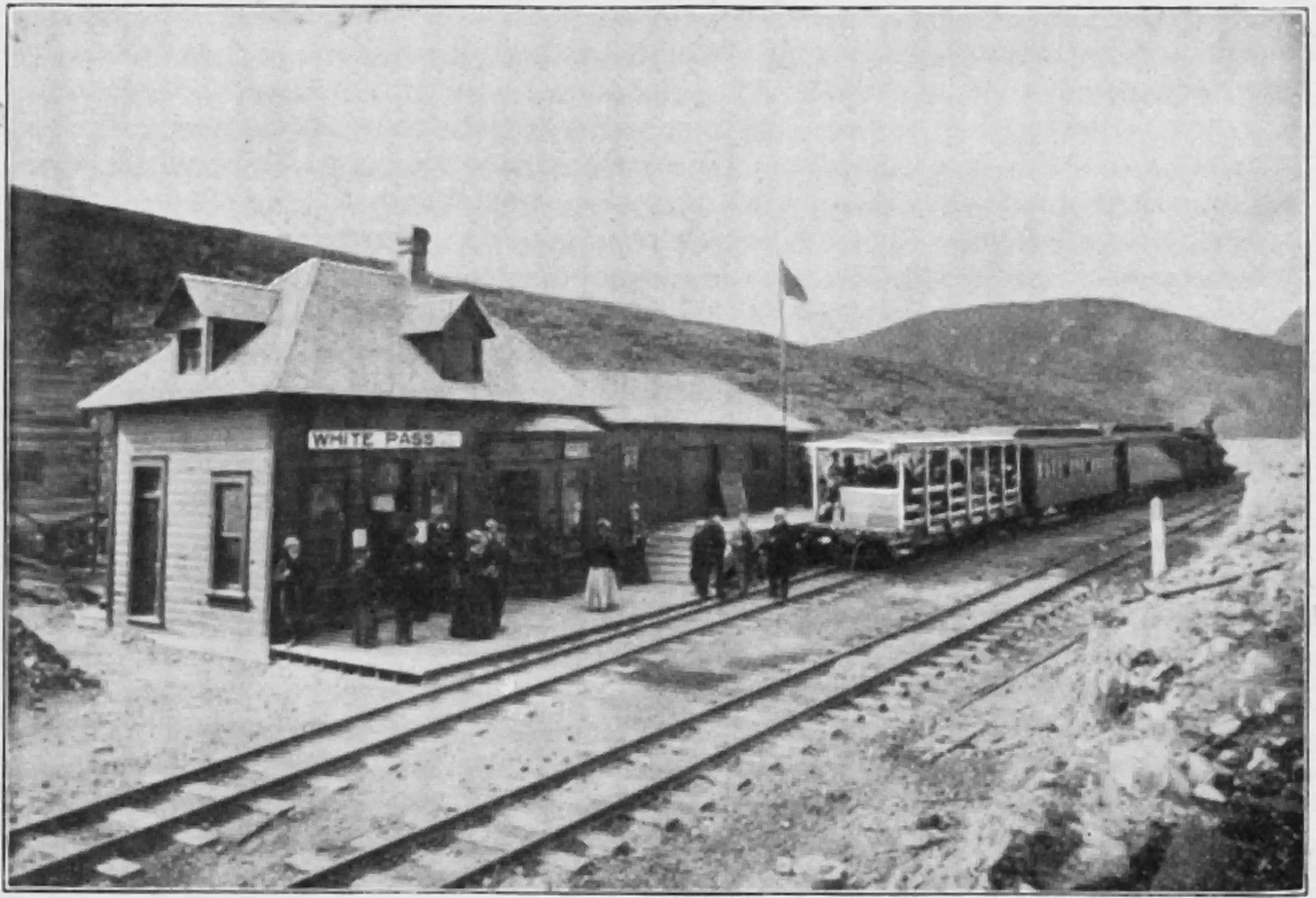
White Pass passerades åren kring 1900 av många guldletare.
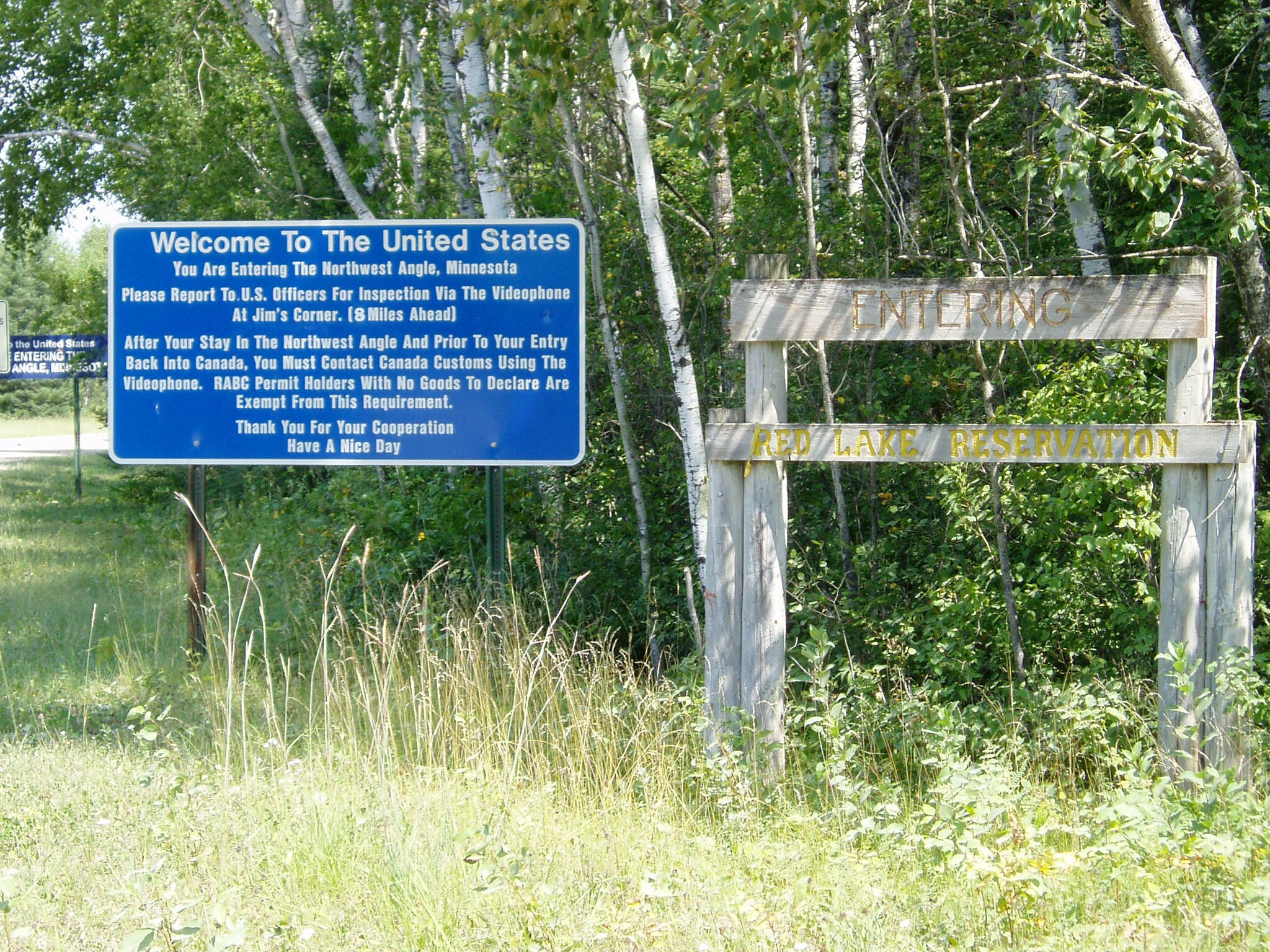
Skylt som informerar om plikten att uppsöka närmaste gränsstation.